# جوالبا
بلدية غوالبا (بالكاتالانية: Gualba) هي إحدى بلديات مقاطعة برشلونة، والتي تقع في منطقة كاتالونيا، شرق إسبانيا.
يبلغ عدد سكانها 1.065 نسمة وفقاً لإحصائية سنة (2007).